# Алмейда ди Оливейра, Марсио
Марсио Алмейда ди Оливейра (порт.-браз. Marcio Almeida de Oliveira более известный, как Марсиньо порт. Marcinho; род. 16 мая 1996 года, Рио-де-Жанейро) — бразильский футболист, фланговый защитник клуба «Родина».

## Биография
Марсиньо — воспитанник клуба «Ботафого». Племянник футбольных тренеров Валдемара Лемоса и Освалдо де Оливейры.
2 февраля 2016 года в поединке Лиги Кариока против «Португезы» состоялся его дебют на профессиональном уровне. 17 апреля 2018 года в матче против Палмейрас он дебютировал в бразильской Серии А. 27 июля в поединке против «Шапекоэнсе» Марсиньо забил свой первый гол за «Ботафого».
В марте 2021 года Марсиньо перешёл в «Атлетико Паранаэнсе». Довольно быстро стал игроком основного состава. В этом сезоне вместе со своей командой завоевал Южноамериканский кубок. Марсиньо в победной кампании сыграл в девяти матчах своей команды из 13.

## Достижения
- Чемпион штата Рио-де-Жанейро: 2018
- Обладатель Южноамериканского кубка: 2021